# Skull Island (TV-serie)
Skull Island är en amerikansk animerad äventyrsserie från 2023, skapad av Brian Duffield för Netflix. Det är den första TV-serien i MonsterVerse-franchisen och en uppföljare till Kong: Skull Island från 2017.
Serien hade premiär på Netflix den 22 juni 2023.

## Handling
Serien kretsar kring en grupp upptäcktsresande som, under en räddningsaktion för att rädda en kvinna vid namn Annie (Mae Whitman), upptäcker att deras resa tar dem till ön Skull Island, som är hem för några av de mest hemska monstren. Bland dem finns den legendariska gorillan, King Kong.

## Rollista (i urval)

### Engelska originalröster
- Nicolas Cantu – Charlie
- Mae Whitman – Annie
- Darren Barnet – Mike
- Benjamin Bratt – Cap
- Betty Gilpin – Irene